# تپه شیخ جلیل
تپه شیخ جلیل مربوط به دوران پیش از تاریخ ایران باستان - است و در شهرستان سنقر، بخش مرکزی، روستای چوگان واقع شده و این اثر در تاریخ ۱۲ تیر ۱۳۸۴ با شمارهٔ ثبت ۱۲۰۳۰ به‌عنوان یکی از آثار ملی ایران به ثبت رسیده‌است.